# 아서 코피트

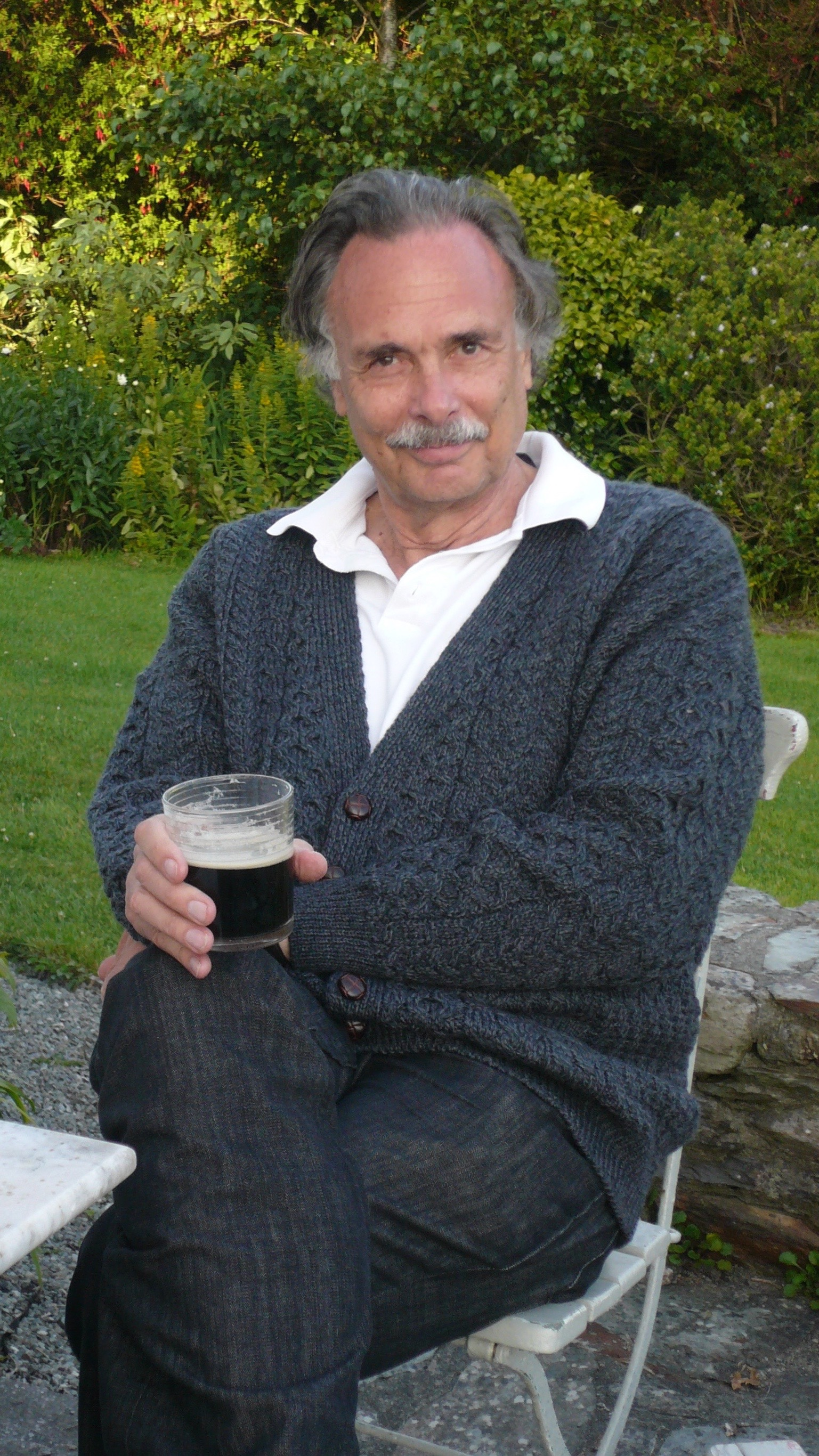

아서 코피트(Arthur Lee Kopit, 1937년 5월 10일 ~ 2021년 4월 2일)는 미국의 극작가다.
하버드 대학을 다니며 많은 작품을 썼고, 그 중의 하나가 <오오 아버지 불쌍한 아버지, 엄마가 아버지를 골방에 매달아 놓아 나는 슬퍼요>(1961)로서, 그에게 국제적인 명성을 안겨 주었다. 지나치게 소유욕이 강한 어머니와, 그 때문에 억눌린 아들이 반항을 하지만 실패하는 이야기로, 이오네스코의 영향을 받은 부조리극이다. 코피트의 명성을 더해 준 <인디언>(1971)은 미국인의 건망증과 전설의 내용이 사실과 다를 때 오는 위험성을 탐구했다.